# Gekielte Kletternatter
Die Gekielte Kletternatter (Elaphe carinata) ist eine Natternart aus der Gattung der Kletternattern (Elaphe) innerhalb der Familie der Eigentlichen Nattern, die in Ostasien verbreitet ist.

## Taxonomie
Das Artepitheton carinata ist lateinisch für „gekielt“ und beschreibt die Form der Beschuppung dieser Schlangenart.

### Synonyme
In der Literatur verwendeten Synonyme sind zeitlich sortiert:
- Phyllophis carinata Günther, 1864
- Elaphe carinata Stejneger, 1898
- Coluber phyllophis Boulenger 1891
- Coluber (Elaphis) phyllophis Müller, 1895
- Spaniopholis Souliei Mocquard, 1897
- Spaniopholis kreyenbergi Müller, 1907
- Elaphe carinata Stejneger, 1907
- Elaphe osborni Schmidt, 1925
- Coluber camillo-schneideri Vogt, 1927
- Elaphe carinata souliei Mell, 1931
- Elaphe kreyenbergi kreyenbergi Mell, 1931
- Elaphe kreyenbergi osborni Mell, 1931

### Unterarten
Es werden zwei Unterarten der Gekielten Kletternatter unterschieden (Stand 2021):
- Elaphe carinata carinata Günther, 1864
- Elaphe carinata yonaguniensis Takara, 1962

Die Unterart Elaphe carinata deqenensis wurde 2012 mit der Nominatform Elaphe carinata carinata synonymisiert.

## Merkmale

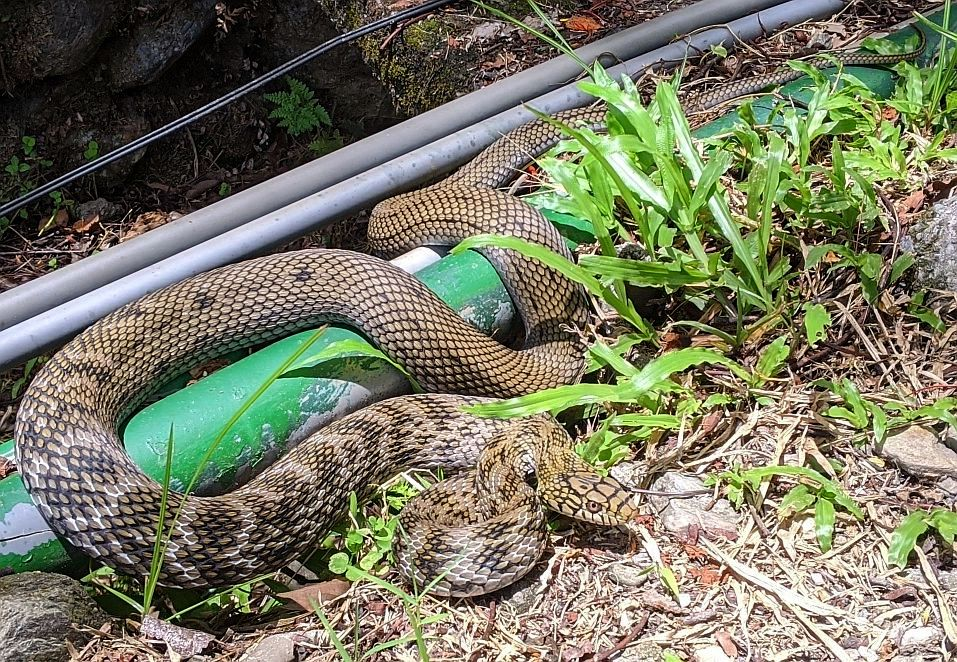
Gekielte Kletternatter der Unterart E. c. carinata in Taiwan

Die Beschuppung der Schlangenart weist zwischen 199 und 226 Bauchschuppen auf. Die Anzahl der Subcaudalia liegt bei 60–95 Paaren für Weibchen und 86–120 Paaren für Männchen. In der Mitte des Torsos befinden sich 23 stark gekielte Reihen von Schuppen. Der Rücken ist dunkelbeige mit einem leichten schwarzgrünen Schimmer. Die Augen sind groß mit einer hellbraunen bis rostbraunen Iris mit einem dünnen gold-orangen Ring um die leicht ovalförmigen Pupillen.
Die Nominatform E. c. carinata erreicht eine Gesamtlänge von 130 bis 260 cm und eine Kopf-Rumpf-Länge von 60 bis 100 cm. Sie ist die größte Schlangenart in Taiwan. Die Beschuppung ist stark gekielt. Dorsal ist die Grundfarbe grünlich braun und ventral gelblich mit schwarzen Punkten. In der vorderen Körperhälfte sind dorsal weiße Flecken unregelmäßig verteilt. Jungtiere haben dagegen dorsal eine rötliche und ventral eine weiße Grundfarbe. Zudem weisen sie dorsal Streifen auf und schwärzliche, kreuzende Flecken in der Rumpfmitte.
Die Gesamtlänge der Unterart E. c. yonaguniensis liegt zwischen 80 und 200 cm. Sie ist somit eine der größten Schlangen Japans, jedoch kleiner als die Unterart E. c. carinata. Die Grundfärbung des Rückens ist olivgrau. Die Färbung der Jungtiere weicht vermutlich von der adulter Tiere ab.

## Lebensweise
Nach Beobachtungen auf den Senkaku-Inseln gehören dort Eier und Küken von Seevögeln sowie Ratten zur Nahrung der Schlangen. In Taiwan sind andere Schlangen die Hauptbeute.
Auf Yonaguni ist für die dort verbreite Unterart neben Ratten und kleinen Vögeln die als gefährdet eingestufte Skinkart Plestiodon kishinouyei vermutlich eines der wichtigsten Beutetiere.
Wenn sie sich bedroht fühlen, sondern die ungiftigen Schlangen ein stark riechendes Sekret aus ihrer Analdrüse ab.

## Verbreitungsgebiet

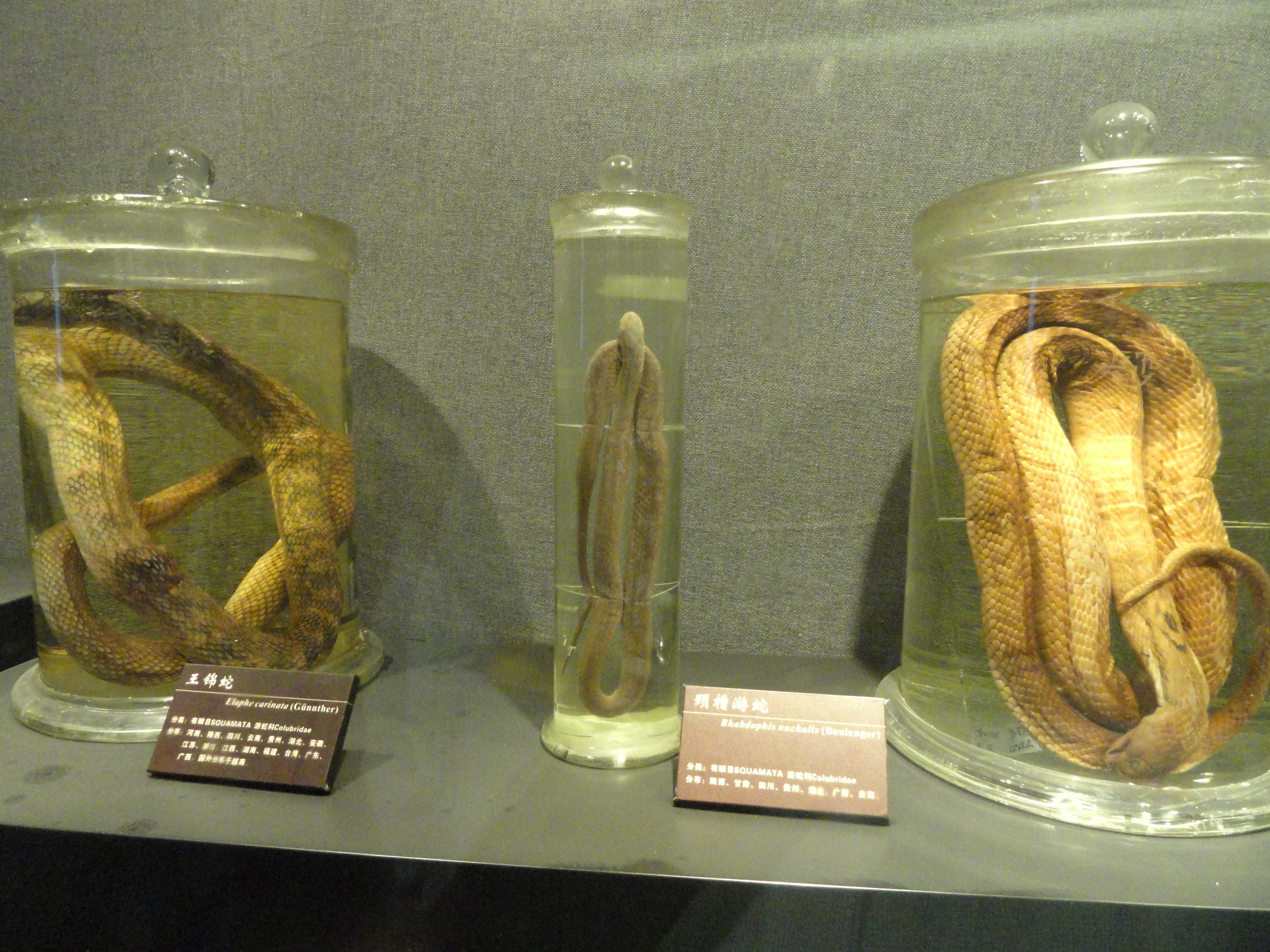
Konservierte Exemplare im Kunming Natural History Museum of Zoology

Die Nominatform ist in Taiwan, in Zentral- und Südchina sowie auf der nördlichen indochinesischen Halbinsel und auf den japanischen Senkaku-Inseln (auf Uotsuri-jima, Minamiko-jima und Kitako-jima nachgewiesen) verbreitet.
Die Unterart E. c. yonaguniensis ist ausschließlich auf der namensgebenden Insel Yonaguni, einer der japanischen Yaeyama-Inseln, verbreitet. Der japanische Name der Unterart ist ヨナグニシュウダ (Yonaguni-Shūda). Auf der Insel ist die Unterart vom Tiefland bis in die Berge, besonders jedoch an Waldrändern verbreitet.

## Gefährdungsstatus
Die Weltnaturschutzunion (IUCN) stuft die Gekielte Kletternatter als nicht gefährdet ein.
Die durch invasive Arten bedrohte Population auf den Senkaku-Inseln der Unterart E. c. carinata wird dagegen vom Japanischen Umweltministerium auf der nationalen Roten Liste gefährdeter Reptilien von 2020 als stark gefährdet (endangered) eingestuft.
Bedrohungen für die Unterart auf Yonaguni stellen die eingeführten Japan-Wiesel dar sowie die Zunahme an Straßenverkehr und der Rückgang an Beutetieren. Es gibt keine genaue Datengrundlage zur Populationsentwicklung, jedoch wird aufgrund der sich verschlechternden Lebensraumbedingungen davon ausgegangen, dass sie rückgängig ist. Auch diese Unterart ist daher auf der nationalen Roten Liste gefährdeter Reptilien Japans als stark gefährdet (endangered) eingestuft.